# Хелоне
Хелоне (лат. Chelone) — род травянистых растений семейства Подорожниковые (Plantaginaceae) из Северной Америки.

## Ботаническое описание
Высокие, голые, травянистые растения. Листья супротивные, зубчатые.
Цветки собраны в густые колосья или кисти. Чашечка пятираздельная, с узкими или широко округлыми долями. Венчик двугубый, с довольно длинной, раздутой трубочкой; верхняя губа выпуклая, прямая, выемчатая или короткодвурасщеплённая, нижняя оттопыренная, трёхлопастная, с округлыми лопастями. Тычинок четыре, двусильных, невыдающихся; пыльник волосистый; стаминодий нитчатый, столбик простой.
Плод — многосемянная коробочка; семена крылатые.

## Таксономия

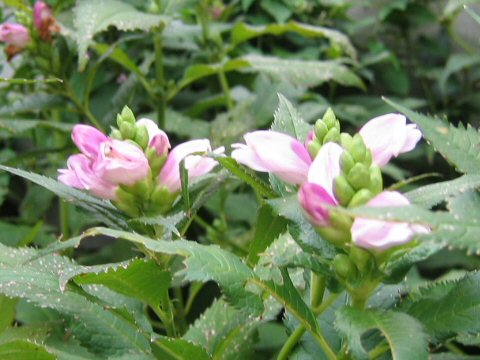
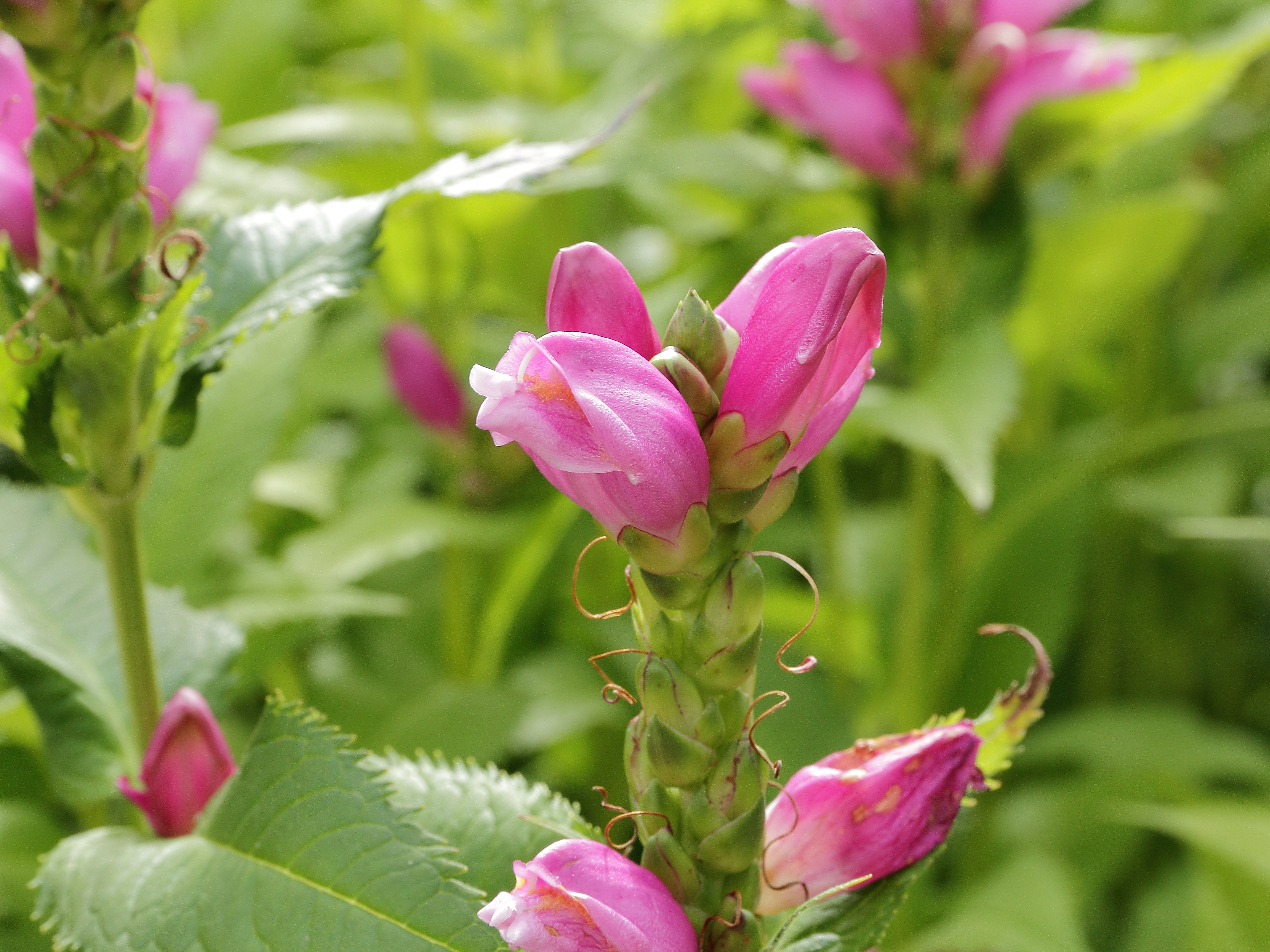

Род Хелоне включает 4 вида:
- Chelone cuthbertii Small
- Chelone glabra L.typus
- Chelone lyonii Pursh
- Chelone obliqua L.

- Chelone lyonii
- Chelone obliqua